# Solenopsis balachowskyi
Solenopsis balachowskyi é uma espécie de formiga do gênero Solenopsis, pertencente à subfamília Myrmicinae.